# Renato Balestra
Pour les articles homonymes, voir Balestra.
Renato Balestra, né le 3 mai 1924 à Trieste (Italie) et mort le 26 novembre 2022 à Rome (Italie), est un styliste italien.

## Biographie
Renato Balestra entame des études d’ingénieur civil, tout en ayant nourri, dès son enfance, une grande passion pour la musique et le théâtre. Un modèle dessiné à la suite d'un pari entre amis, est envoyé, à son insu, à un couturier milanais qui lui propose de collaborer à une collection de haute-couture. Il poursuit sa carrière dans cette voie, travaillant plusieurs années dans divers ateliers de couture.
Il s’installe à Rome où il ouvre sa propre maison, la Casa Balestra, dans la rue Sistina.
Son atelier produit  plusieurs  lignes  qui vont des collections de prêt-à-porter à différents accessoires de la vie quotidienne.
En Chine, il est décoré de titre de Professeur honoraire de l’Académie de la mode de Pékin. Il dessine également des costumes pour divers théâtres  et collabore avec l’Opéra de Belgrade réalisant les costumes de Cendrillon de Rossini et avec le Théâtre Verdi de Trieste créant les costumes pour Le Chevalier à la rose de  Strauss.

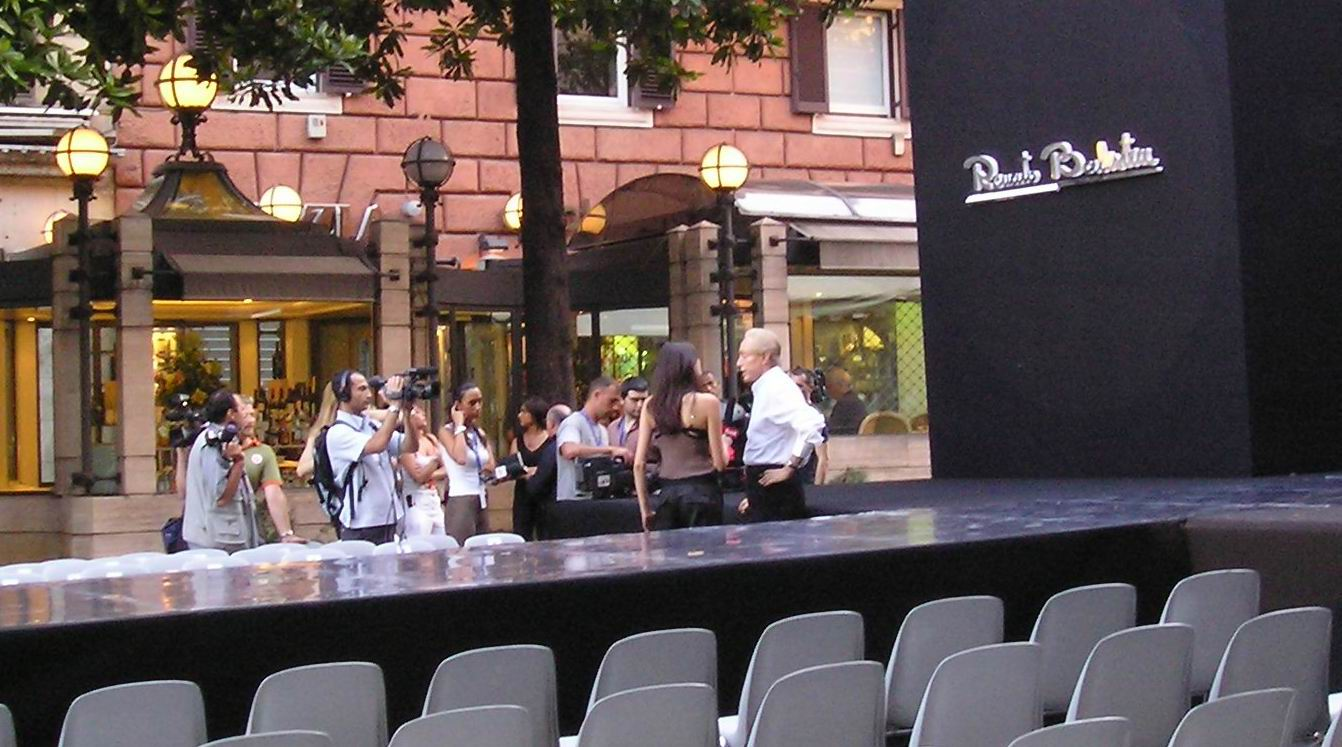
Interview de Renato Balestra lors des répétitions d'un défilé via Veneto à Rome.

## Citations
- « Lo stile è l'impronta di ciò che si è su ciò che si fa. »
« Le style est l'empreinte de ce qui est sur ce qui se fait. »

## Décoration
- Grand officier de l'ordre du Mérite de la République italienne (2009).

## Publication
- (it) Alla ricerca dello stile perduto, Édition Rusconi Libri, 1991  (ISBN 8818120557).